# 飴せん
飴せん（あめせん）とは、水飴を南部せんべいやでんぷんせんべいなどで挟んだ駄菓子。
1960年代以前の日本では、現在、食材として使われる水飴は高価であり、それ自身が単体の菓子の一つであった。しかし、水飴は液状であることから子供には扱いが難しいことから、甘みの少ない小麦粉やでんぷんなどで作ったせんべいなどで挟む駄菓子として、紙芝居や駄菓子屋が店先で取り扱うようになり普及した。その後、菓子の多様化が進んだことから、素朴な飴せんは淘汰されたが、東北地方北部や北海道山越郡長万部町、虻田郡倶知安町などで、製造を行っている業者が存在する。